# Goumlaye
Goumlaye (ou Goumlaï, Goumleï, Goumley) est une localité du Cameroun située dans le département du Mayo-Kani et la Région de l'Extrême-Nord. Elle fait partie de la commune de Moulvoudaye et du canton de Moulvoudaye rural. 

## Population
En 1976 plusieurs villages portaient ce nom. Goumlaye (tout court) comptait 317 habitants, dont 281 Peuls et 36 Toupouri ; Goumlaye Akoïre en comptait 108, des Toupouri ; Goumlaye Faddere 113, également des Toupouri ; Goumlaye Gouzei 99, des Guizei ; Goumlaye Mousgoum 30, des Mousgoum.
Lors du recensement de 2005, 2 016 personnes ont été dénombrées à Goumlaye.
En 2013, la population est estimée à 2 574 habitants.